# Nadii nemzetközi repülőtér
A Nadii repülőtér (IATA: NAN, ICAO: NFFN) a Fidzsi-szigetek egyik nemzetközi repülőtere, amely Nadi közelében található. 

## Futópályák
A repülőtér futópályái:
- 02/20 (3206 m)
- 09/27 (2134 m)

## Forgalom
Az utasforgalom az elmúlt években az alábbi módon változott:

## Légitársaságok és úticélok
2025-ben a Nadii nemzetközi repülőtérről az alábbi járatok indulnak (Utoljára frissítve: 2025-02-23):
| Légitársaság       | Célállomások |
| ------------------ | --- |
| Air New Zealand    | Auckland |
| Air Niugini        | Honiara, Port Moresby |
| Aircalin           | Nouméa, Papeete, Wallis Island |
| Fiji Airways       | Adelaide, Apia, Auckland, Brisbane, Cairns (kezdődik 2025 április 10-től), Canberra, Christchurch, Dallas/Fort Worth, Funafuti, Hong Kong, Honiara, Honolulu, Kiritimati, Los Angeles, Melbourne, Nouméa, Nuku'alofa, Port Vila, San Francisco, Singapore, Sydney, Tarawa, Tokyo–Narita, Vancouver, Wellington |
| Fiji Link          | Kadavu, Labasa, Rotuma, Savusavu, Suva, Taveuni, Vavaʻu |
| Hibiscus Air       | Pacific Harbour |
| Jetstar            | Melbourne, Sydney |
| Nauru Airlines     | Nauru |
| Northern Air       | Gau, Koro, Labasa, Laucala, Levuka, Moala, Rotuma, Savusavu, Suva, Taveuni |
| Pacific Island Air | Malolo Lailai, Mana Island |
| Qantas             | Sydney |
| Solomon Airlines   | Honiara |
| Virgin Australia   | Brisbane, Melbourne, Sydney |